# Scorpiops luridus
Scorpiops luridus es una especie de escorpión del género Scorpiops, familia Euscorpiidae. Fue descrita científicamente por Qi, Zhu & Lourenço en 2005.
Habita en China. El holotipo masculino mide 86,72 mm y el paratipo femenino 75,12 mm.